# Пинол (Калифорния)
Пинол (на английски: Pinole) е град в окръг Контра Коста, в Района на Санфранциския залив в щата Калифорния, САЩ. Пинол е с население от 19 039 жители (2000) и обща площ от 34,40 км² (13,30 мили²). Съседни градове на Пинол са Ричмънд и Сан Пабло на югозапад и Хъркюлис на североизток. Населеното място Ел Собранте се пада на юг от Пинол.